# Friedrichshafen FF 41
Die Friedrichshafen FF 41 war ein deutsches Militärflugzeug des Ersten Weltkriegs, das als Torpedoflugzeug für die Kaiserliche Marine konzipiert wurde.

## Entwicklung
Die FF 41 beruht auf den Erfahrungen, die von der Flugzeugbau Friedrichshafen GmbH bei der Konstruktion ihres ersten Torpedoflugzeugs, der FF 35, gemacht wurden. Dieses als Einzelexemplar gebaute Flugzeug wurde am 2. Februar 1916 an das für die Abnahme zuständige Seeflugzeug-Versuchskommando (SVK) in Warnemünde geliefert und erprobt. Schon am 19. Februar erhielt FF-Chefkonstrukteur Theodor Kober vom Reichsmarineamt den Auftrag, ein Nachfolgemodell zu entwerfen und dabei die bei den Tests erkannten Schwachstellen der FF 35 zu beseitigen. Das als FF 41 bezeichnete Muster erhielt deshalb eine um 1,74 m reduzierte Spannweite, von vier auf drei Paare reduzierte Strebenverbindungen pro Tragwerksseite und um 10° gepfeilte Außenflächen. Weiterhin wurden die beiden Motoren in tropfenförmigen Verkleidungen untergebracht und die beiden Druck- durch zwei Zugluftschrauben ersetzt. Die Schwimmer wurden auf 8,46 m verlängert und mit drei statt zwei Stufen versehen. Auch das Leitwerk wurde überarbeitet und erhielt ein doppeltes Seitenruder. Die Reichweite konnte durch größere Kraftstoffbehälter vergrößert werden, so dass die FF 41 in die Lage versetzt wurde, mit rund 630 l Flugbenzin sechs Stunden in der Luft zu bleiben. Am 30. August 1916 wurde das Flugzeug als FF 41a an das SVK übergeben und erhielt die Marinenummer 678. Die Erprobung wurde am 27. September erfolgreich abgeschlossen und zog am 14. Oktober eine Bestellung über fünf Exemplare mit dem Kürzel FF 41at, wobei „t“ für Torpedo stand, nach sich. Drei weitere Torpedoflugzeuge wurden im Januar 1917 geordert, noch bevor das erste Serienexemplar am 4. April bei der SVK zur Abnahme eintraf. Im Gegensatz zur FF 41a waren sämtliche FF 41at mit einer einfachen und vergrößerten Seitenflosse ausgerüstet worden.

## Einsatz
Bereits am 5. April 1917, also im selben Monat, als die Auslieferung des Musters begann, erging vom Befehlshaber der Marine-Flieger-Abteilungen (B.d.Flieg.) die Weisung, die fünf FF 41at des ersten Bauloses mit kompletter Torpedoausrüstung zu versehen und der in Zeebrügge liegenden I. Torpedoflugzeugstaffel als Neuausstattung zu übergeben. Diese Anordnung wurde am 4. Juni widerrufen und nunmehr alle acht FF 41at in Vorbereitung auf das Unternehmen Albion für den Einsatz als Marinebomber umgerüstet. In dieser Funktion wurden ab dem 11. Juni von der Seeflugstation Angernsee aus nächtliche Angriffe auf russische Küstenbatterien, Häfen, Bahnhöfe und andere militärische Ziele im Rigaer Meerbusen geflogen. Am 9. Juli 1917 wurden von den beiden FF 41at Nr. 997 und 998 erstmals in der Geschichte der deutschen Marineflieger Seeminensperren von Flugzeugen aus gelegt. Torpedoangriffe wurden mit den Friedrichshafener Typen letztendlich nicht geflogen, dies geschah vielmehr mit den Mustern WD 11 und WD 14 der Gothaer Waggonfabrik.

## Produktion

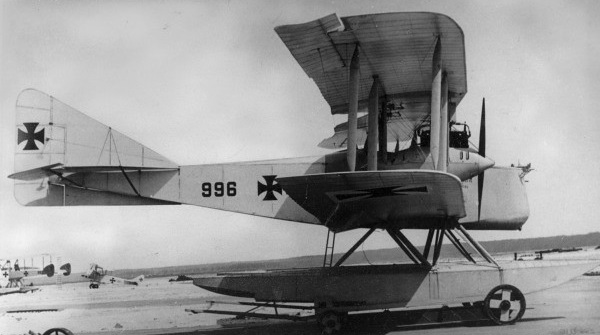
FF 41at, Marinenummer 996

| Marinenummer | Version | Typ    | Stückzahl |
| ------------ | ------- | ------ | --------- |
| 678          | FF 41a  | TMG    | 1         |
| 996–1000     | FF 41at | TMG    | 5         |
| 1208–1210    | FF 41at | T      | 3         |
| gesamt       | gesamt  | gesamt | 9         |

## Technische Daten
| Kenngröße             | Daten (FF 41a, Marinenummer 678)                                  | Daten (FF 41at, Marinenummer 997)                                 |
| --------------------- | ----------------------------------------------------------------- | ----------------------------------------------------------------- |
| Besatzung             | 3                                                                 | 3                                                                 |
| Spannweite            | 22,00 m (oben) 20,97 m (unten)                                    | 22,00 m (oben) 20,97 m (unten)                                    |
| Länge                 | 13,70 m                                                           | 13,70 m                                                           |
| Höhe                  | 4,65 m                                                            | 4,65 m                                                            |
| Flügelfläche          | 112,5 m²                                                          | 112,5 m²                                                          |
| Flächenbelastung      | 33 kg/m²                                                          | 33,11 kg/m²                                                       |
| Leistungsbelastung    | 11,40 kg/PS                                                       | 11,39 kg/PS                                                       |
| Leermasse             | 2288 kg                                                           | 2323 kg                                                           |
| Zuladung              | 1424 kg                                                           | 1402 kg                                                           |
| Startmasse            | 3712 kg                                                           | 3725 kg                                                           |
| Antrieb               | zwei wassergekühlte Sechszylinder-Reihenmotoren                   | zwei wassergekühlte Sechszylinder-Reihenmotoren                   |
| Typ                   | Benz Bz III                                                       | Benz Bz III                                                       |
| Nennleistung          | 150 PS (110 kW) bei 1420/min                                      | 150 PS (110 kW) bei 1420/min                                      |
| Höchstgeschwindigkeit | 117 km/h in Bodennähe                                             | 121 km/h in Bodennähe                                             |
| Marschgeschwindigkeit | 115 km/h                                                          |                                                                   |
| Landegeschwindigkeit  |                                                                   | 88 km/h                                                           |
| Steigzeit             | 9 min auf 500 m Höhe 18 min auf 800 m Höhe 25 min auf 1000 m Höhe | 9 min auf 500 m Höhe 16 min auf 800 m Höhe 20 min auf 1000 m Höhe |
| Reichweite            | 575 km                                                            | 605 km                                                            |
| Bewaffnung            | ein bewegliches Parabellum MG 14, 7,92 mm                         | ein bewegliches Parabellum MG 14, 7,92 mm                         |
| Abwurfmunition        | ein 726-kg-Torpedo                                                | ein 726-kg-Torpedo                                                |